# Sånger vi gärna minns vol.2
Sånger vi gärna minns vol.2 utkom 1977 och är ett album av den kristna gruppen Samuelsons. Albumet innehåller äldre och nyare andliga sånger. 

## Låtlista

### Sida 1
1. Till himmelen jag går
2. Han ger mig kärlek
3. Vilken sång
4. Långt bortom rymden vida
5. Det är ingen hemlighet att Gud hör bön

### Sida 2
1. O hur saligt att få vandra
2. Allt han förmår
3. När du går över floden
4. Den blomstertid nu kommer
5. Evighetens morgon